# 白颗粒卷管螺
白颗粒卷管螺（学名：Paradrillia consimilis），是新腹足目卷管螺科Paradrillia属的一种。主要分布于台湾，常栖息在泥沙质海底。